# Битва при Мекке (1924)
Битва при Мекке (фр. Bataille de La Mecque) — произошла 5 декабря 1924 года в Мекке в рамках завоевания Королевства Хиджаз королем султаната Неджд Абдельазизом ибн Саудом.
Регион Хиджаз управлялся как королевство под властью короля Хусейна бин Али из хашимитской семьи. Битва за Мекку привела к поражению хашимитов от саудовских войск и союзных им боевиков ихвана.
После того как в сентябре 1924 года город Таиф попал в руки ибн Сауда король Хусейн бен Али бежал 6 октября 1924 года из Мекки в Джидду и по совету знатных хиджазцев объявил своего сына Али бен Али королем Хиджаза. Из Джидды британцы переправили Хусейна на корабле в Акабу, а затем на Кипр. Отречение бен Али лишь побудило ибн Сауда двинуться на Мекку, войдя в город 5 декабря 1924 года. Оставленное оружие было захвачено саудовскими войсками.
После захвата Мекки Али и оставшиеся силы хиджазцев были сосредоточены в портовом городе Джидда, который позже, в январе 1925 года, был осаждён саудовскими войсками. Осада продолжалась до 16 декабря 1925 года, когда при посредничестве Великобритании Али сдался и уехал из города в Багдад. В том же месяце в дополнение к титулу султан Неджда ибн Сауд объявил себя королем Хиджаза.